# Санта Нинфа
Санта Нинфа (итал. Santa Ninfa) је насеље у Италији у округу Трапани, региону Сицилија.
Према процени из 2011. у насељу је живело 4856 становника. Насеље се налази на надморској висини од 416 м.

## Становништво
Према резултатима пописа становништва 2011. у општини је живело 5.095 становника.
| 1931. | 1936. | 1951. | 1961. | 1971. | 1981. | 1991. | 2001. | 2011. |
| ----- | ----- | ----- | ----- | ----- | ----- | ----- | ----- | ----- |
| 6.705 | 6.621 | 6.896 | 5.826 | 5.340 | 5.267 | 5.294 | 5.087 | 5.095 |